# 자유당 (1880년 핀란드)
자유당(핀란드어: Liberaalinen puolue 리베라알리넨 푸올루에[*])은 핀란드의 정당이다. 1880년 창당되어 1885년 스웨덴인당에 합당했다. 핀란드 최초의 제대로 된 정당으로서 고전자유주의를 이념으로 내걸고 서방문명의 중요성 및 권위주의적인 러시아와의 단절을 주장했다. 당의 주요 지도부는 모두 스웨덴어 사용자였고 주로 엘리트들에게 의존했다.
19세기 말 핀란드는 상대적으로 자유주의적인 황제 알렉산드르 2세의 영향으로 사회경제적 상황이 자유화되기 시작했다. 그래서 1860년대부터 핀란드에는 『헬싱포르스 다그블라트』 같은 언론이 발행되면서 더 많은 입헌적 자유, 인권, 자유시장경제 등을 주장하는 집단이 나타나기 시작했다. 이들은 1860년대에서 1880년대 초까지 국회에서 매우 큰 영향력을 발휘했다.
그러나 언어투쟁의 결과 자유주의의 영향력이 약해지자, 1877년 자유구락부가 설립되고 1880년 12월 5일 레오 메켈린의 주도로 강령이 발표되었다. 언어투쟁에 있어서 자유당 세력은 핀란드어와 스웨덴어가 서로 동등한 위치가 되어야 하고 서로를 차별해서는 안 된다고 주장했다. 그러나 핀란드인당의 요한 빌헬름 스넬만은 자유당 세력이 스웨덴계로 이루어져 있음을 강하게 역공했고, 스웨덴어파 역시 자유당이 핀란드어파와 붙어먹는다고 비난했다.
자유당은 구시대적인 “신사 정치”에 매몰되어 대중적인 지지를 받지 못했다. 이런 점과 언어문제 때문에 그들의 강령은 민나 칸트 같은 이들에게도 평가절하되었다.
자유당은 초기에는 국회에서 다수였으나 언어투쟁으로 인해 점차 설 자리를 잃었다. 메켈린의 가까운 동지인 로베르트 라게르보리, 로베르트 카스트렌이 1882년과 1883년에 연달아 죽은 것도 치명타였다. 이런 이유로 자유당원들은 서서히 언어투쟁 정당들로 이적하기 시작했고, 대부분은 스웨덴인당으로 갔다. 1885년 국회 한 해에서만 자유당 의원의 절반 이상이 스웨덴어파로 갈아탔다.
이후 1894년 위리외 사카리 위리외코스키넨 등이 핀란드인당에서 분당하여 핀란드어파 자유주의 정당인 청년 핀란드당을 차리면서 핀란드에서의 자유주의는 세력을 온존할 수 있었다. 이후 제1차 압제기 때 청년 핀란드당은 스웨덴어파 세력과 연대하여 호헌파라는 자유주의 세력을 이루었다.
자유당의 당강령은 주로 헌법법치, 민권(언론과 종교의 자유), 자유시장경제, 분권화, 특권철폐, 법 앞의 평등 같은 것을 주장했다. 그러면서 국가사회주의, 교권주의, 당파주의, 관료주의, 군국주의를 반대한다고 명시했다. 그러나 자유당은 스웨덴계 엘리트들이 주도한 정당이었고, 대규모 민주개혁을 지지하지 않았음을 특기하지 않을 수 없다. 그들은 전술적으로 신분제 국회에 만족했으며, 보다 평등한 선거권을 요구하지는 않았다.

## 참고 자료
- Juhani Mylly: Edustuksellisen kansanvallan läpimurto. Edita, Helsinki 2006.

1. ↑  Liberaalisen puolueen ohjelma. Tietoarkisto:
2. ↑  Vesa Vares: Varpuset ja pääskyset: Nuorsuomalaisuus ja Nuorsuomalainen puolue 1870-luvulta vuoteen 1918. SKS, Helsinki 2000, s. 24–28
3. ↑  Mylly 2006, s. 53.
4. ↑  “보관된 사본”. 2016년 4월 1일에 원본 문서에서 보존된 문서. 2020년 1월 13일에 확인함.
5. ↑  Mylly 2006, s. 51.